# Троичная система счисления
Трои́чная систе́ма счисле́ния — позиционная система счисления с целочисленным основанием, равным 3.
Существует в двух вариантах: несимметричная и симметричная.
Один троичный разряд называется трит (сокращение от trinary digit).

## Троичные цифры
В несимметричной троичной системе счисления чаще применяются цифры {0,1,2}, а в троичной симметричной системе счисления знаки {−,0,+}, {−1,0,+1}, {1,0,1}, {1,0,1}, {i,0,1}, {N,O,P}, {N,Z,P} и цифры {2,0,1}, {7,0,1}. В распечатках ЭВМ «Сетунь» использовалось кодирование {1,0,1}. Троичные цифры можно обозначать любыми тремя знаками {A,B,C}, но при этом дополнительно нужно указать старшинство знаков, например, A<B<C.

## Физические реализации
В цифровой электронике, независимо от варианта троичной системы счисления, одному троичному разряду в троичной системе счисления соответствует один троичный триггер как минимум на трёх инверторах с логикой на входе или два двоичных триггера как минимум на четырёх инверторах с логикой на входе.

## Представление чисел в троичных системах счисления

### Несимметричная троичная система счисления
Примером представления чисел в несимметричной троичной системе счисления может служить запись в этой системе целых положительных чисел:
| Десятичное число | 0 | 1 | 2 | 3  | 4  | 5  | 6  | 7  | 8  | 9   | 10  |
| Троичное число   | 0 | 1 | 2 | 10 | 11 | 12 | 20 | 21 | 22 | 100 | 101 |

Если в десятичной системе счисления имеется 10 цифр и веса соседних разрядов различаются в 10 раз (разряд единиц, разряд десятков, разряд сотен), то в троичной системе используются только три цифры и веса соседних разрядов различаются в три раза (разряд единиц, разряд троек, разряд девяток, …). Цифра 1, написанная первой левее запятой, обозначает единицу; эта же цифра, написанная второй левее запятой, обозначает тройку и т. д.
Несимметричная троичная система счисления является частным случаем спаренных (комбинированных) показательных позиционных систем счисления, в которой ak — из троичного множества a={0,1,2}, b=3, веса разрядов равны 3k.

#### Показательные системы счисления
В показательных позиционных троичных системах счисления используются две системы:
1. внутриразрядная система кодирования с основанием с, числа которой используются для записи цифр и
2. приписная межразрядная система счисления с основанием b.

Целое число в показательной позиционной системе счисления представляется в виде суммы произведений значений в разрядах (цифр) — {\displaystyle \ a_{k}} на k-е степени числа b:
{\displaystyle x_{a,b}=\sum _{k=0}^{n-1}a_{k}b^{k}}, где:
- k — число от 0 до n-1, номер числового разрядa,
- n — число разрядов,
- с — основание системы кодирования, с равно размерности множества a={0,1,…,c-1} из которого берутся цифры ak,
- ak — целые числа из множества a, называемые цифрами,
- b — число, основание межразрядной показательной весовой функции,
- bk — числа межразрядной функции, весовые коэффициенты разрядов.

Каждое произведение {\displaystyle \ a_{k}b^{k}} в такой записи называется (a, b)-ичным разрядом.
При c=b образуются (b, b)-ичные системы счисления с произведением — akbk и суммой — {\displaystyle \sum _{k=0}^{n-1}a_{k}b^{k}}, которые при b=3 превращаются в обычную (3,3)-ичную (троичную) систему счисления. При записи первый индекс часто опускается, иногда, когда есть упоминание в тексте, опускается и второй индекс.
Весовой коэффициент разряда — bk — приписной и, в общем случае, может быть необязательно показательной функцией от номера разряда — k, и необязательно степенью числа 3. Множество значений ak более ограниченно и более связано с аппаратной частью — числом устойчивых состояний триггеров или числом состояний группы триггеров в одном разряде регистра. В общем случае, ak могут быть тоже необязательно из троичного множества a={0,1,2}, но, чтобы спаренной системе быть троичной и называться троичной, как минимум, одна из двух систем должна быть троичной. ak-е ближе к аппаратной части и по ak-м из множества a={0,1,2} или из множества a={-1,0,+1}, определяется система кодирования: несимметричная троичная или симметричная троичная.

#### Показательные троичные системы счисления
Целое число {\displaystyle x} в показательной позиционной троичной системе записывают в виде последовательности его цифр (строки цифр), перечисляемых слева направо по убыванию старшинства разрядов:
{\displaystyle x_{a,b}=(a_{n-1}a_{n-2}\dots a_{0})_{a,b}.}
В показательных системах счисления значениям разрядов приписываются весовые коэффициенты {\displaystyle b^{k}}, в записи они опускаются, но подразумевается, что k-й разряд справа налево имеет весовой коэффициент равный {\displaystyle b^{k}}.
Из комбинаторики известно, что количество записываемых кодов равно числу размещений с повторениями:
{\displaystyle {\bar {A}}(a,n)={\bar {A}}_{a}^{n}=a^{n}=3^{n},}
где a = 3 — 3-элементное множество a = {0, 1, 2}, из которого берутся цифры ak, n — число элементов (цифр) в числе x3,b.
Количество записываемых кодов не зависит от основания показательной функции — b, которое определяет диапазон представляемых числами x3,b величин.
Дробное число записывается и представляется в виде
{\displaystyle x_{a,b}=(a_{n-1}a_{n-2}\dots a_{1}a_{0},a_{-1}a_{-2}\dots a_{-(m-1)}a_{-m})_{a,b}=\sum _{k=-m}^{n-1}a_{k}b^{k},}
где m — число разрядов дробной части числа справа от запятой;
- при m = 0 дробная часть отсутствует, число — целое,
- при ak из троичного множества a = {0, 1, 2} и b = 1 образуется непозиционная троичная система счисления с одинаковыми весовыми коэффициентами всех разрядов равными 1k = 1,
- при ak из двоичного множества a = {0, 1} и b = 3 в сумме будут только целые степени — 3k,
- при ak из троичного множества a = {0, 1, 2} и b = 3 в сумме будут целые и удвоенные степени 3, система счисления становится обычной несимметричной троичной системой счисления, ak удовлетворяют неравенству {\displaystyle 0\leqslant a_{k}\leqslant (b-1)<b}, то есть {\displaystyle 0\leqslant a_{k}\leqslant 2<3},
- при ak из десятичного множества a = {0, 1, ..., 9} и b = 3 в сумме будут целые степени 3 умноженные на 1, 2, ..., 9.

В некоторых случаях этого может оказаться недостаточно, в таких случаях можно применить стро́енные (комтринированные), счетверённые и другие системы счисления.

#### Троичные системы счисления с дополнительным сомножителем
В показательных позиционных троичных системах счисления в вес разряда можно ввести дополнительный сомножитель. Например, сомножитель (b/с):

{\displaystyle x_{a,b,c}=(a_{n-1}a_{n-2}\dots a_{1}a_{0},a_{-1}a_{-2}\dots a_{-(m-1)}a_{-m})_{a,b,c}=\sum _{k=-m}^{n-1}a_{k}b^{k}(b/c)}
В общем случае c≠3.

При ak из a={0,1,2}, b=3 и c=3 образуется обычная несимметричная троичная система счисления.

При a=2, b=3 и c=2 образуется (2,3,2)-ичная система счисления с дополнительным нецелочисленным весовым коэффициентом в произведении равным (3/c)=(3/2)=1,5.

При других значениях a, b и c образуются другие показательные позиционные системы счисления с дополнительным сомножителем (b/c), число которых бесконечно.

Возможны бесконечные множества и других составных систем счисления.

### Кодирование троичных цифр
Одна троичная цифра может кодироваться разными способами.

#### Трёхуровневые системы кодирования троичных цифр
1. Трёхуровневое кодирование троичных цифр (3-Level LevelCoded Ternary, 3L LCT, «однопроводное»):

Число трёхуровневых систем кодирования троичных цифр равно числу перестановок:
{\displaystyle P_{3}=A_{3}^{3}={\frac {3!}{(3-3)!}}={\frac {3!}{0!}}=3!=6,} из них одна
1.1. Симметричная {-1,0,+1}

+U — (+1) ;

0 — (0) ;

-U — (-1) ,

1.2. Сдвинутая на +1 {0,1,2}

1.3. Сдвинутая на +2 {1,2,3}

#### Двухуровневые системы кодирования троичных цифр
2. Двухбитные двоичнокодированые троичные цифры (2-Bit BinaryCodedTernary, 2B BCT representation, «двухпроводное») с использованием 3-х кодов из 4-х возможных:

Число возможных 2B BCT систем кодирования троичных цифр равно числу сочетаний без повторения:
{\displaystyle {n \choose k}=C_{n}^{k}={\frac {n!}{k!\left(n-k\right)!}}={4 \choose 3}={\frac {4!}{3!\left(4-3\right)!}}=4,} умноженному на число перестановок в каждом наборе из 3-х цифр:
{\displaystyle P_{3}=A_{3}^{3}={\frac {3!}{(3-3)!}}={\frac {3!}{0!}}=3!=6,} то есть 4*6 = 24.
Вот некоторые из них:

2.1.

(1,0) — 2 ;

(0,1) — 1 ;

(0,0) — 0.

2.2.

(1,1) — 2;

(0,1) — 1;

(0,0) — 0.

3. Двухбитные двоичнокодированые троичные цифры (2-Bit BinaryCodedTernary, 2B BCT representation, «двухпроводное») с использованием всех 4-х кодов из 4-х возможных (два из 4-х кодов кодируют одну и туже троичную цифру из 3-х).

3.1.

Вот одна из них:

(0,0) — «0»

(1,1) — «0»

(0,1) — «-1»

(1,0) — «+1»

4. Трёхбитные двоичнокодированые троичные цифры (3-Bit BinaryCodedTernary, 3B BCT representation, «трёхпроводное») с использованием 3-х кодов из 8-ми возможных:

Число возможных 3B BCT систем кодирования троичных цифр равно числу сочетаний без повторения:
{\displaystyle {n \choose k}=C_{n}^{k}={\frac {n!}{k!\left(n-k\right)!}}={8 \choose 3}={\frac {8!}{3!\left(8-3\right)!}}=54,} умноженному на число перестановок в каждом наборе из 3-х цифр:
{\displaystyle P_{3}=A_{3}^{3}={\frac {3!}{(3-3)!}}={\frac {3!}{0!}}=3!=6,} то есть 54*6 = 324.
Вот некоторые из них:

3.1.

(1,0,0) — 2;

(0,1,0) — 1;

(0,0,1) — 0.

3.2.

(0,1,1) — 2;

(1,0,1) — 1;

(0,1,0) — 0.

3.3.

(1,1,1) — 2;

(0,1,1) — 1;

(0,0,1) — 0.

3.4.

(0,0,0) — 2;

(1,0,0) — 1;

(1,1,0) — 0.

3.5.

(1,0,0) — 2;

(1,1,0) — 1;

(1,1,1) — 0.

3.6.

(0,1,1) — 2;

(0,0,1) — 1;

(0,0,0) — 0.

3.7.

(1,0,1) — 2;

(0,1,0) — 1;

(0,0,0) — 0.

и др.

### Сравнение с двоичной системой счисления
При поразрядном сравнении троичная система счисления оказывается более ёмкой, чем двоичная система счисления.

При девяти разрядах двоичный код имеет ёмкость {\displaystyle 2^{9}=512} чисел, а троичный код имеет ёмкость {\displaystyle 3^{9}=19683} числа, то есть в {\displaystyle 3^{9}/2^{9}=38,4} раза больше.

При двадцати семи разрядах двоичный код имеет ёмкость {\displaystyle 2^{27}=134217728} чисел, а троичный код имеет ёмкость {\displaystyle 3^{27}=7625597484987} чисел, то есть в {\displaystyle 3^{27}/2^{27}=56815,13} раз больше.

### Свойства
Среди позиционных несимметричных систем счисления троичная система наиболее экономична по количеству знаков.

### Перевод целых чисел из десятичной системы счисления в троичную
Для перевода целое десятичное число делят нацело с остатком (целочисленное деление) на 3 до тех пор, пока частное больше нуля. Остатки, записанные слева направо от последнего к первому являются целым несимметричным троичным эквивалентом целого десятичного числа.

Пример: десятичное целое число 4810,10 переведём в несимметричное троичное целое число:

число = 4810,10 делим на 3, частное = 16, остаток a0 = 0

частное = 1610,10 делим на 3, частное = 5, остаток a1 = 1

частное = 510,10 делим на 3, частное = 1, остаток a2 = 2

частное = 110,10 делим на 3, частное = 0, остаток a3 = 1

Частное не больше нуля, деление закончено.

Теперь, записав все остатки от последнего к первому слева направо, получим результат 4810,10 = (a3a2a1a0)3,3 = 12103,3.

## Симметричная троичная система счисления
Позиционная целочисленная симметричная троичная система счисления была предложена итальянским математиком Фибоначчи (Леонардо Пизанский) (1170—1250) для решения «задачи о гирях». Задачу о наилучшей системе гирь рассматривал Лука Пачоли (XV в.). Частный случай этой задачи был опубликован в книге французского математика Клода Баше де Мезириака «Сборник занимательных задач» в 1612 году (русский перевод книги К. Г. Баше «Игры и задачи, основанные на математике» вышел в Петербурге только в 1877 г.). В 1797 году в России был издан закон «Об учреждении повсеместно в Российской империи верных весов питейных и хлебных мер». Для взвешивания товаров допускались только гири следующих весов: в 1 и 2 пуда, в 1, 3, 9, 27 фунтов и в 1, 3, 9, 27 и 81 золотник. Как приложение к закону была издана таблица для взвешивания товаров от 1 фунта до 40 фунтов при помощи гирь в 1, 3, 9, 27 фунтов и для взвешивания товаров от 1 золотника до 96 золотников при помощи гирь в 1, 3, 9, 27 и 81 золотник. Этой задачей занимался петербургский академик Леонард Эйлер, а позже интересовался Д. И. Менделеев.
Симметричность при взвешивании на рычажных весах использовали с древнейших времён, добавляя гирю на чашу с товаром. Элементы троичной системы счисления были в системе счисления древних шумеров, в системах мер, весов и денег, в которых были единицы равные 3. Но только в симметричной троичной системе счисления Фибоначчи объединены оба этих свойства.
Симметричная система позволяет изображать отрицательные числа, не используя отдельный знак минуса. Число 2 изображается цифрой 1 в разряде троек и цифрой {\displaystyle {\bar {1}}} (минус единица) в разряде единиц. Число −2 изображается цифрой {\displaystyle {\bar {1}}} (минус единица) в разряде троек и цифрой 1 в разряде единиц.

Возможны шесть соответствий цифр (знаков) троичной симметричной системы счисления и цифр (знаков) троичной несимметричной системы счисления:
|   | 1. | 2. | 3. | 4. | 5. | 6. |
| - | -- | -- | -- | -- | -- | -- |
| 1 | 2  | 1  | 0  | 0  | 2  | 1  |
| 0 | 1  | 0  | 2  | 1  | 0  | 2  |
| 1 | 0  | 2  | 1  | 2  | 1  | 0  |

В соответствии 2. сохраняются числовые значения 0 и 1.
| Десятичная система      | −9   | −8  | −7  | −6  | −5  | −4  | −3  | −2 | −1 | 0 | 1 | 2 | 3  | 4  | 5   | 6  | 7  | 8   | 9   |
| Троичная несимметричная | −100 | −22 | −21 | −20 | −12 | −11 | −10 | −2 | −1 | 0 | 1 | 2 | 10 | 11 | 12  | 20 | 21 | 22  | 100 |
| Троичная симметричная   | 100  | 101 | 1   | 110 | 111 | 11  | 10  | 1  | 1  | 0 | 1 | 1 | 10 | 11 | 111 | 10 | 1  | 101 | 100 |

В троичной симметричной системе счисления знак 1 можно заменить знаком (не числом) i или 2 и, во втором случае, использовать для троичной симметричной системы счисления {-1,0,+1} знаки троичной несимметричной системы {2,0,1}.

### Свойства
Благодаря тому что основание 3 нечётно, в троичной системе возможно симметричное относительно нуля расположение цифр: −1, 0, 1, с которым связано шесть ценных свойств:
- Естественность представления отрицательных чисел;
- Отсутствие проблемы округления: обнуление ненужных младших разрядов округляет — приближает число к ближайшему «грубому».
- Таблица умножения в этой системе, как отметил О. Л. Коши, примерно в четыре раза короче.[14](стр.34).
- Для изменения знака представляемого числа нужно изменить ненулевые цифры на симметричные.
- При суммировании большого количества чисел значение для переноса в следующий разряд растёт с увеличением количества слагаемых не линейно, а пропорционально квадратному корню числа слагаемых.
- По затратам количества знаков на представление чисел она равна троичной несимметричной системе.

### Представление отрицательных чисел
Наличие положительной и отрицательной цифр позволяет непосредственно представлять как положительные, так и отрицательные числа. При этом нет необходимости в специальном разряде знака и не надо вводить дополнительный (или обратный) код для выполнения арифметических операций с отрицательными числами. Все действия над числами, представленными в троичной симметричной системе счисления, выполняются, естественно, с учётом знаков чисел. Знак числа определяется знаком старшей значащей цифры числа: если она положительна, то и число положительно, если отрицательна, то и число отрицательно. Для изменения знака числа надо изменить знаки всех его цифр (то есть инвертировать его код инверсией Лукасевича). Например:
{\displaystyle 10{\bar {1}}=9-1=8}
{\displaystyle {\bar {1}}01=-9+1=-8}

### Округление
Другим полезным следствием симметричного расположения значений цифр является отсутствие проблемы округления чисел: абсолютная величина части числа, представленной отбрасываемыми младшими цифрами, никогда не превосходит половины абсолютной величины части числа, соответствующей младшей значащей цифре младшего из сохраняемых разрядов. Следовательно, в результате отбрасывания младших цифр числа получается наилучшее при данном количестве оставшихся цифр приближение этого числа, и округление не требуется.

### Перевод чисел из десятичной системы в троичную
Перевод чисел из десятичной системы в троичную и соответствующий ему вопрос о гирях подробно изложены в книгах. Там же рассказано о применении троичной системы гирь в русской практике.

### Перевод в другие системы счисления
Всякое число, записанное в троичной системе счисления с цифрами 0, 1, −1, можно представить в виде суммы целых степеней числа 3, причём если в данном разряде троичного изображения числа стоит цифра 1, то соответствующая этому разряду степень числа 3 входит в сумму со знаком «+», если же цифра −1, то со знаком «-», а если цифра 0, то вовсе не входит. Это можно представить формулой
{\displaystyle \cdots +K_{3}\cdot 3^{3}+K_{2}\cdot 3^{2}+K_{1}\cdot 3^{1}+K_{0}\cdot 3^{0}+K_{-1}\cdot 3^{-1}+K_{-2}\cdot 3^{-2}+K_{-3}\cdot 3^{-3}+\cdots }, где
{\displaystyle \cdots +K_{3}\cdot 3^{3}+K_{2}\cdot 3^{2}+K_{1}\cdot 3^{1}+K_{0}\cdot 3^{0}} — целая часть числа,
{\displaystyle \cdots +K_{-1}\cdot 3^{-1}+K_{-2}\cdot 3^{-2}+K_{-3}\cdot 3^{-3}+\cdots } — дробная часть числа,
причём коэффициенты K могут принимать значения { 1, 0, −1 }.
Для того чтобы число, представленное в троичной системе, перевести в десятичную систему, надо цифру каждого разряда данного числа умножить на соответствующую этому разряду степень числа 3 (в десятичном представлении) и полученные произведения сложить.

### Практические применения
- Работая в палате мер и весов, Д. И. Менделеев, с учётом симметричной троичной системы счисления, разработал цифровой ряд значений весов разновеса для взвешивания на лабораторных весах, который используется по сей день.
- Следствием из задачи Фибоначчи о гирях является то, что применение троичности в номиналах денежных систем (3 коп., 15 коп., 3 руб.) упрощает набор и суммы и сдачи и уменьшает количество денежных знаков в обороте (количество монет и вес монет для монет или количество листов и вес листов для банкнот).
- Симметричная троичная система использовалась в советской ЭВМ Сетунь.

## Таблицы сложения в троичных системах счисления

### В троичной несимметричной системе счисления
| 2 | 02 | 10 | 11 |
| 1 | 01 | 02 | 10 |
| 0 | 00 | 01 | 02 |
| + | 0  | 1  | 2  |

### В троичной симметричной системе счисления
| 1 | 00 | 01 | 1  |
| 0 | 01 | 00 | 01 |
| 1 | 1  | 01 | 00 |
| + | 1  | 0  | 1  |

## Девятеричная форма представления команд
Представление команд троичным кодом при программировании и при вводе в машину неудобно и неэкономно, поэтому вне машины применяется девятеричная форма представления команд. Девятеричные цифры {\displaystyle {\bar {4}},{\bar {3}},{\bar {2}},{\bar {1}},0,1,2,3,4} сопоставляются парам троичных цифр:
{\displaystyle {\bar {1}}{\bar {1}}={\bar {4}};\quad {\bar {1}}0={\bar {3}};\quad {\bar {1}}1={\bar {2}};\quad 0{\bar {1}}={\bar {1}};\quad 00=0;}
{\displaystyle 11=4;\quad 10=3;\quad 1{\bar {1}}=2;\quad 01=1.}
При выводе из машины отрицательные девятеричные цифры обозначают буквами:
| Девятеричная цифра        | {\displaystyle {\bar {1}}} | {\displaystyle {\bar {2}}} | {\displaystyle {\bar {3}}} | {\displaystyle {\bar {4}}} |
| Буква латинского алфавита | Z                          | Y                          | X                          | W                          |
| Буква русского алфавита   | Ц                          | У                          | Х                          | Ж                          |